# Casmènes

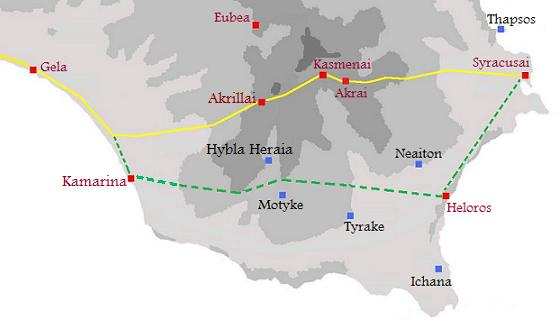
La Sicile sud-orientale et la via Selinuntina (en jaune) au

Casmènes ou Casmène (en grec ancien Κασμέναι / Kasmenai) est une colonie grecque de Grande-Grèce, fondée par les Syracusains au VIIe siècle av. J.-C. dans la région des monts Hybléens (sud de la Sicile).
Casmènes se situe à l'intérieur des terres, sur une position stratégique pour le contrôle de Sicile centrale. La colonie est utilisée comme poste militaire avancé sur la via Selinuntina, qui relie Syracuse à Selinunte.
Le site archéologique est découvert au début du XXe siècle par Paolo Orsi, sur le mont Casale, sur le territoire de Buscemi à une altitude 830 m.

## Histoire
Casmènes est fondée par les Grecs syracusains en 644 av.J.-C..

« Akrai et Casmene ont été fondés par les Syracusains : Akrai soixante-dix ans après Syracuse, Casmene vingt ans  après Akrai. Même la première colonisation de Camarina est l'œuvre des Syracusains, environ 135 ans après qu'ils fondèrent Syracuse ; Dascone et Menecolo en ont été nommés « Oikistès » »

— Thucydide, La Guerre du Péloponnèse [détail des éditions] [lire en ligne], VI, 5
En 553 av. J.-C., Casmènes combat aux côtés de Syracuse contre Camarina et les  Sicules ; des gens de Syracuse y sont exilés puis reconduits à Syracuse par Gélon (485 av. J.-C. ; Dion, accostant à Héracléa Minoa, y réunit des troupes contre Syracuse.
La colonie est abandonnée vers la fin du IVe siècle av. J.-C. à la suite de la décadence de Syracuse.
Au sud de l'antique Casmènes se trouve Terravecchia et Giarratana (Jarratana), abandonnée par ses habitants à la suite du séisme de Val di Noto (1693).

## Restes archéologiques
Il reste divers tronçons de murs de la ville qui mesuraient 3 400 m ainsi que le plan de la ville composé uniquement de 38 rues parallèles de direction Nord-Sud. 
Les murs d'enceinte étaient segmentés par des tours rectangulaires. 
Les pièces archéologiques comportent des flèches, poignards, lances et javelots.
Des blocs de basalte restes de vieux moulis de l'époque émergent de terre.
Parmi les restes archéologiques figurent quatre habitations et un temple avec décorations polychromes qui abritait de nombreuses armes ce qui laisse penser qu'il était consacré à un dieu de la guerre.